# Trebnitz
Trebnitz là một đô thị thuộc huyện Burgenland trong bang Sachsen-Anhalt in Đức. Đô thị Trebnitz có diện tích 6,71 km², dân số thời điểm ngày 31 tháng 12 năm 2006 là 880 người.